# Rune Gustavsson (friidrottare)
För andra betydelser, se Rune Gustavsson (olika betydelser).
Karl Gustav Rune Gustavsson, född 24 september 1920 i Lerdala församling, Skaraborgs län, död 29 september 2001 i Norrstrands församling, Värmlands län, var en svensk friidrottare (sprinter).
Gustavsson tog SM-guld på 100 meter 1948. Han tävlade för Lidköpings IS.

## Personliga rekord
- 100 m: 10,8 s (Rydboholm 7 augusti 1947)[2]
- 200 m: 22,4 s (Helsingfors, Finland 12 september 1948)[4]